# Liste der Baudenkmäler in Chieming
Auf dieser Seite sind die Baudenkmäler in der oberbayerischen Gemeinde Chieming zusammengestellt. Diese Tabelle ist eine Teilliste der Liste der Baudenkmäler in Bayern. Grundlage ist die Bayerische Denkmalliste, die auf Basis des Bayerischen Denkmalschutzgesetzes vom 1. Oktober 1973 erstmals erstellt wurde und seither durch das Bayerische Landesamt für Denkmalpflege geführt wird. Die folgenden Angaben ersetzen nicht die rechtsverbindliche Auskunft der Denkmalschutzbehörde.

## Baudenkmäler nach Ortsteilen

### Chieming
| Lage                                                  | Objekt                 | Beschreibung | Akten-Nr.             | Bild                   |
| ----------------------------------------------------- | ---------------------- | --- | --------------------- | ---------------------- |
| Am Venusberg 2 (Standort)                             | Kapelle                | Satteldachbau mit Putzgliederung, um 1842. | D-1-89-114-1 Wikidata | Kapelle                |
| Hauptstraße 1 (Standort)                              | Mariä Himmelfahrt      | Katholische Pfarrkirche, neuromanische Anlage mit einschiffigem Langhaus und Westturm, nach Plänen von Johann Marggraff, 1882/83; mit Ausstattung; im Friedhof Kriegerdenkmal, Gusseisen, nach 1871. Siehe auch: Römischer Weihestein (Mariä Himmelfahrt in Chieming) | D-1-89-114-2 Wikidata | weitere Bilder         |
| Hauptstraße 20 a (Standort)                           | Bauernhaus             | Wohnteil des ehemaligen Bauernhauses, zweigeschossiger Putzbau mit Kniestock und Flachsatteldach, bezeichnet mit dem Jahr 1822. | D-1-89-114-3 Wikidata | BW                     |
| Hauptstraße 25 (Standort)                             | Villenartiges Wohnhaus | Zweigeschossig mit Mansarddach und neubarockem Ziergiebel, um 1890; Wandbrunnen bezeichnet mit dem Jahr 1592. | D-1-89-114-4 Wikidata | Villenartiges Wohnhaus |
| Hauptstraße 26 (Standort)                             | Bauernhaus             | Wohnteil des ehemaligen Bauernhauses, mit Flachsatteldach, reichem Putzdekor und geschnitzter Tür, um 1830/50. | D-1-89-114-5 Wikidata | Bauernhaus             |
| Markstatt 6 (Standort)                                | Schloss Neuenchieming  | Ehemaliger Pfarrhof von 1642–1965, dreigeschossiger Giebelbau, im Kern 16. Jahrhundert, 1858 Ausbau mit Scheitelzinnen im Stil der Maximilianszeit; mit Einfriedungsmauer und Toreinfahrt; im Garten großformatige Marmorplatten mit Figurenreliefs und eine Figurengruppe, Teile eines urspr. für Leipzig geplanten Richard-Wagner-Denkmals, nach Entwurf von Emil Hipp, ausgeführt 1932/45, um 1980/83 aufgestellt. | D-1-89-114-6 Wikidata | weitere Bilder         |
| Nähe Laimgruber Straße (Standort)                     | Kapelle                | Halboffener Walmdachbau, 19. Jahrhundert; zu Haus Nr. 7 gehörig. | D-1-89-114-7 Wikidata | BW                     |
| Stötthamer Straße 3 (Standort)                        | Bauernhaus             | Bauernhaus mit Blockbau-Obergeschoss und erneuertem Flachsatteldach, im Kern wohl 18. Jahrhundert. | D-1-89-114-8 Wikidata | BW                     |
| Stötthamer Straße 4; Stötthamer Straße 4 b (Standort) | Bauernhaus             | Bauernhaus mit Blockbau-Obergeschoss, -kniestock und Giebelbundwerk, wohl 18. Jahrhundert. | D-1-89-114-9 Wikidata | BW                     |

### Hart
| Lage                          | Objekt              | Beschreibung | Akten-Nr.              | Bild           |
| ----------------------------- | ------------------- | --- | ---------------------- | -------------- |
| Tabinger Straße 1 (Standort)  | Pfarrhaus           | Zweigeschossig, mit Krüppelwalmdach, 1785. | D-1-89-114-18 Wikidata | BW             |
| Tabinger Straße 5 (Standort)  | St. Laurentius      | Katholische Pfarrkirche, einschiffige spätgotische Anlage, 15. Jahrhundert, Turm 1757/59 angebaut und 1880 gotisiert, Chorneubau 1888; mit Ausstattung.                                           | D-1-89-114-17 Wikidata | weitere Bilder |
| Tabinger Straße 7 (Standort)  | Bauernhaus          | Einfirstanlage, Wohnteil verputzt mit Giebellauben, Türgewände bezeichnet mit dem Jahr 1840, am Wirtschaftsteil Bundwerk.                                                                         | D-1-89-114-19 Wikidata | BW             |
| Tabinger Straße 11 (Standort) | Ehemaliges Gutshaus | Zweigeschossiger Putzbau mit Kniestock und Flachsatteldach, Kern wohl 18. Jahrhundert, im 19. Jahrhundert ausgebaut, Portal bezeichnet mit dem Jahr 1838, Hochlaube bezeichnet mit dem Jahr 1895. | D-1-89-114-21 Wikidata | BW             |
| Tabinger Straße 24 (Standort) | Bauernhaus          | Kleinbäuerliches Anwesen mit Mittertenne, Wohnteil massiv gemauert, wohl erstes Viertel 19. Jahrhundert.                                                                                          | D-1-89-114-22 Wikidata | BW             |

### Ising
| Lage                       | Objekt                 | Beschreibung | Akten-Nr.              | Bild                   |
| -------------------------- | ---------------------- | --- | ---------------------- | ---------------------- |
| Kirchberg 3 (Standort)     | Gasthof Goldener Pflug | Zweigeschossiger Putzbau mit Flachsatteldach, Firstpfette bezeichnet mit dem Jahr 1791; ehemaliger Stallstadel an der Westseite des Gutshofes, bezeichnet mit dem Jahr 1839; Bundwerkstadel an der Südseite, bezeichnet mit dem Jahr 1837, nachträglich erweitert.                        | D-1-89-114-26 Wikidata | Gasthof Goldener Pflug |
| Kirchberg 5 (Standort)     | Wohnhaus               | Zweigeschossiger klassizistischer Walmdachbau mit Eisenbalkon und Vortreppe, 1844. | D-1-89-114-27 Wikidata | BW                     |
| Kirchberg 7 (Standort)     | Mariä Himmelfahrt      | Katholische Wallfahrtskirche, einschiffiger spätgotischer Bau mit Turm südlich des Chors, um Mitte 15. Jahrhundert, barockisiert durch Plazidus Nizinger, 1751, Turmoberbau 1630 und 1722; mit Ausstattung; Friedhof, ummauert, mit schmiedeeisernen Grabkreuzen des 18./19. Jahrhundert. | D-1-89-114-24 Wikidata | Mariä Himmelfahrt      |
| Nähe Kirchberg (Standort)  | Altes Herrenhaus       | Zweigeschossiger Walmdachbau, 1735. | D-1-89-114-25 Wikidata | BW                     |
| Schloßstraße 2 (Standort)  | Kuratenhaus            | Zweigeschossiger klassizistischer Walmdachbau, Portal bezeichnet mit dem Jahr 1856. | D-1-89-114-28 Wikidata | BW                     |
| Schloßstraße 3 (Standort)  | Schloss Ising          | Jetzt Landschulheim, Kernbau des frühen 19. Jahrhunderts, Ausbau um 1870, weiterer Ausbau gotisierend 1892 mit Zinnenturm, Zwerchhäusern und Dachhäuschen, erneuert 1934 nach Brand von 1923.                                                                                             | D-1-89-114-29          | weitere Bilder         |
| Schloßstraße 8 (Standort)  | Villa                  | Ehemalige Villa Hertling, jetzt Magalow, zweigeschossige Anlage mit Mansardwalmdach und Dachreiter, Ende 19. Jahrhundert. | D-1-89-114-30 Wikidata | BW                     |
| Seebrucker Holz (Standort) | Wegkapelle             | Putzbau mit Scharschindeldach, wohl erste Hälfte 19. Jahrhundert; mit Ausstattung; an der Abzweigung Thauernhausen. | D-1-89-114-31 Wikidata | BW                     |

### Oberhochstätt
| Lage                       | Objekt         | Beschreibung | Akten-Nr.              | Bild |
| -------------------------- | -------------- | --- | ---------------------- | ---- |
| Oberhochstätt (Standort)   | Kapelle        | Hoher neuromanischer Satteldachbau mit Putzgliederung, 1894; mit Ausstattung. | D-1-89-114-40 Wikidata | BW   |
| Oberhochstätt 2 (Standort) | Bauernhaus     | Bauernhaus mit Mittertenne und beidseitiger Widerkehr, Wohnteil massiv mit hohem Kniestock, am Türgewände bezeichnet mit dem Jahr 1843, am Tennentor bezeichnet mit dem Jahr 1848. | D-1-89-114-58 Wikidata | BW   |
| Oberhochstätt 6 (Standort) | Stadel         | Zugehöriger Stadel, Holzständerbau mit massivem Erdgeschoss, zweite Hälfte 19. Jahrhundert.                                                                                        | D-1-89-114-59 Wikidata | BW   |
| Oberhochstätt 9 (Standort) | Getreidekasten | Zweigeschossiger Getreidekasten, 18. Jahrhundert, im Westteil des ehemaligen Zuhauses.                                                                                             | D-1-89-114-41 Wikidata | BW   |

### Stöttham
| Lage                          | Objekt                | Beschreibung | Akten-Nr.              | Bild                  |
| ----------------------------- | --------------------- | --- | ---------------------- | --------------------- |
| Dorfstraße 1 (Standort)       | Ehemaliges Bauernhaus | Wohnteil verputzt mit Kniestock und zwei Lauben, geschnitzte Türrahmung bezeichnet mit dem Jahr 1838. | D-1-89-114-45 Wikidata | BW                    |
| Dorfstraße 5 (Standort)       | Bauernhaus            | Mittertennbau, Wohn- und ehemaliger Stallteil giebelgeteilt, Obergeschoss südseitig Blockbau mit Bundwerk, nordseitig massiv, bezeichnet mit dem Jahr 1826; Backofenhäuschen, erste Hälfte 19. Jahrhundert.                                                                                                 | D-1-89-114-46 Wikidata | BW                    |
| Dorfstraße 9 a (Standort)     | Getreidekasten        | Ehemaliger Getreidekasten, wohl 16./17. Jahrhundert, Neuaufstellung vor Dorfstraße 9a. | D-1-89-114-55 Wikidata | BW                    |
| Dorfstraße 12 (Standort)      | Bauernhaus            | Mittertennbau, Wohnteil verputzt, mit Giebellaube, Ende 18. Jahrhundert, Wirtschaftsteil mit eingebautem Getreidekasten und verschaltem Bundwerk-Obergeschoss; Zuhaus, zweigeschossig, in Mischmauerwerk, Firstpfette bezeichnet mit dem Jahr 1831.                                                         | D-1-89-114-47 Wikidata | BW                    |
| Freiäcker (Standort)          | Ehemaliges Brechelbad | Brechelbad, stattlicher, erneuerter Bau, 18./19. Jahrhundert; nördlich der Dorfstraße im Feld. | D-1-89-114-49 Wikidata | Ehemaliges Brechelbad |
| Steinheilstraße 6 (Standort)  | Ehemaliges Bauernhaus | Wohnteil mit Kniestock und Flachsatteldach, an der Firstpfette bezeichnet mit dem Jahr 1830, am Türgewände 1833, Glockentürmchen 19. Jahrhundert, ehemaliger Stallteil um 1920 umgebaut; zugehörig Stadel, Unterbau gemauert, hölzerner Oberbau verbrettert, Krüppelwalmdach, erste Hälfte 19. Jahrhundert. | D-1-89-114-48 Wikidata | BW                    |
| Steinheilstraße 11 (Standort) | St. Johann Baptist    | Katholische Filialkirche, spätgotischer einschiffiger, verputzter Bau mit Dachreiter, zweite Hälfte 15. Jahrhundert; mit Ausstattung; mit ummauertem Friedhof. | D-1-89-114-44 Wikidata | weitere Bilder        |

### Weitere Ortsteile
| Lage                                         | Objekt                | Beschreibung | Akten-Nr.              | Bild |
| -------------------------------------------- | --------------------- | --- | ---------------------- | ---- |
| Arlaching, Seestraße 12 (Standort)           | Ehemaliges Bauernhaus | Einfirstanlage, mit Blockbau-Obergeschoss und Flachsatteldach, im Kern wohl 18. Jahrhundert, Firstpfette bezeichnet mit dem Jahr 1836, Umbau um 1900, Reste von Fassadenbemalungen, 19. Jahrhundert und modern. | D-1-89-114-10 Wikidata | BW   |
| Aufham, Bachfeld (Standort)                  | Privatkapelle         | Massiver Satteldachbau, bezeichnet mit dem Jahr 1883, mit Ausstattung. | D-1-89-114-11 Wikidata | BW   |
| Außerlohen 4 (Standort)                      | Zugehöriges Zuhaus    | Zweigeschossiger Satteldachbau, biedermeierlich, erste Hälfte 19. Jahrhundert. | D-1-89-114-12 Wikidata | BW   |
| Fehling (Standort)                           | Bildstock             | Rotmarmor, bezeichnet mit dem Jahr 1668; bei Haus Nr. 16. | D-1-89-114-14 Wikidata | BW   |
| Fehling, Taxbichl (Standort)                 | Kapelle               | Rechteckiger Satteldachbau, bezeichnet mit dem Jahr 1847/48; am östlichen Ortsrand. | D-1-89-114-13 Wikidata | BW   |
| Graben, Trostberger Straße 8 (Standort)      | Villa Boy             | Barockisierender Mansarddachbau, asymmetrisch mit Erkern und gartenseitiger Loggia im Obergeschoss, 1914 nach Entwurf von K. Ebner und Fritz Saalfrank, Würzburg. | D-1-89-114-56 Wikidata | BW   |
| Pointen in der Flur Grilling (Standort)      | Getreidekasten        | Zugehörig frei stehender ehemaliger Getreidekasten, zweigeschossig, 16./17. Jahrhundert. | D-1-89-114-15 Wikidata | BW   |
| Pointen in der Flur Grilling (Standort)      | Kapelle               | Hofkapelle mit Vorbau und Dachreiter mit Zwiebelhaube, im Inneren Lourdesgrotte, bezeichnet mit dem Jahr 1930; bei Haus Nr. 3. | D-1-89-114-16 Wikidata | BW   |
| Holzmann 1 (Standort)                        | Kleinbauernhaus       | Kleinbauernhaus, mit Blockbau-Obergeschoss und flach geneigtem Satteldach, 18. Jahrhundert. | D-1-89-114-23 Wikidata | BW   |
| Kainrading 2 (Standort)                      | Bundwerkstadel        | Zugehöriger Bundwerkstadel, erste Hälfte 19. Jahrhundert. | D-1-89-114-32 Wikidata | BW   |
| Kleeham (Standort)                           | Ortskapelle           | Satteldachbau mit Dachreiter, zweite Hälfte 19. Jahrhundert. | D-1-89-114-33 Wikidata | BW   |
| Knesing, Nähe Kainradinger Straße (Standort) | Wegkapelle            | Verputzter Satteldachbau, im Inneren bezeichnet mit dem Jahr 1909; mit Ausstattung. | D-1-89-114-35 Wikidata | BW   |
| Knesing, Sackländerweg 1 (Standort)          | Stadel                | Zugehöriger Bundwerkstadel, zweitennig, an der Firstpfette bezeichnet mit dem Jahr 1861. | D-1-89-114-34 Wikidata | BW   |
| Manholding 13 (Standort)                     | Kleinbauernhaus       | Teilblockbau mit Laube, wohl Ende 18. Jahrhundert. | D-1-89-114-39 Wikidata | BW   |
| Manholding 15 (Standort)                     | Vierseithof           | Wohnstallhaus (Südflügel), zweigeschossiger Massivbau mit Flachsatteldach und Hochlaube, spätes 18./frühes 19. Jahrhundert; gewölbter Stallbau (Westflügel), Mitte 19. Jahrhundert, Obergeschoss 1948 verändert; Bundwerkstadel (Nordflügel), Mitte 19. Jahrhundert, im späten 19. Jahrhundert und 1948 verändert; gewölbter Stallbau (Ostflügel), im Kern um 1880. | D-1-89-114-57 Wikidata | BW   |
| Siedenberg (Standort)                        | Bundwerkstadel        | Zugehöriger Bundwerkstadel, eintenning, bezeichnet mit dem Jahr 1842. | D-1-89-114-43 Wikidata | BW   |
| Storfling (Standort)                         | Privatkapelle         | Putzbau mit Schopfwalmdach, erste Hälfte 19. Jahrhundert; am nördlichen Ortsende, zu Haus Nr. 1 gehörig. | D-1-89-114-50 Wikidata | BW   |
| Unterhochstätt 2 (Standort)                  | Bauernhaus            | Wohnteil mit Blockbau-Obergeschoss, umlaufender Laube und Hochlaube, 18. Jahrhundert, erneuert 1810. | D-1-89-114-51 Wikidata | BW   |
| Wald 1 (Standort)                            | Stadel                | Zugehörig großer Bundwerkstadel, erste Hälfte 19. Jahrhundert, erweitert 1921. | D-1-89-114-52 Wikidata | BW   |
| Weidach 5 (Standort)                         | Bauernhaus            | Bauernhaus, mit Obergeschoss-Blockbau und Giebelbundwerk, 18. Jahrhundert. | D-1-89-114-53 Wikidata | BW   |
| Weidboden 1 (Standort)                       | Wohnstallhaus         | Wohnstallhaus eines Dreiseithofes, mit Schopfwalm, Portal bezeichnet mit dem Jahr 1844 und 1848 (?); Bundwerkstadel, erste Hälfte 19. Jahrhundert. | D-1-89-114-54 Wikidata | BW   |

## Ehemalige Baudenkmäler
In diesem Abschnitt sind Objekte aufgeführt, die früher einmal in der Denkmalliste eingetragen waren, jetzt aber nicht mehr. Objekte, die in anderem Zusammenhang also z. B. als Teil eines Baudenkmals weiter eingetragen sind, sollen hier nicht aufgeführt werden. Aktennummern in diesem Abschnitt sind ehemalige, jetzt nicht mehr gültige Aktennummern.

| Lage                         | Objekt    | Beschreibung | Akten-Nr.              | Bild |
| ---------------------------- | --------- | --- | ---------------------- | ---- |
| Tabinger Straße 9 (Standort) | Bauernhof | Einfirstanlage, Wohnteil aus Tuff-Bruchsteinmauerwerk, mit hölzerner Hochlaube und biedermeierlicher Haustür, um 1830/40. | D-1-89-114-20 Wikidata | BW   |